# HSG Wetzlar
HSG Wetzlar es un equipo de balonmano de la localidad alemana de Wetzlar. El HSG Wetzlar compite en la 1.ª División de la Bundesliga alemana de balonmano al igual que en la Copa Alemana de Balonmano. En 1999, el club decidió adoptar el nombre de HSG Wetzlar en el lugar del tradicional HSG Dutenhofen.

## Palmarés
- Recopa de Europa de Balonmano: Subcampeón 1998

## Plantilla 2024-25
|  | Porteros - 01 Marius Göbner - 11 Till Klimpke - 12 Anadin Suljaković Extremos izquierdos - 18 Lukas Becher - 50 Lion Zacharias Extremos derechos - 10 Zsolt Krakovszki - 24 Tizian Weimer - 75 Domen Novak Pívots - 05 Rasmus Meyer Ejlersen - 14 Vladimir Vranješ - 27 Nikita Pliuto - 33 Georg Löwen | Laterales izquierdos - 09 Ole Klimpke - 19 Philipp Ahouansou Centrales - 07 Dominik Mappes - 22 Jona Schoch - 25 Justin Müller Laterales derechos - 17 Noel Hoepfner - 42 Nemanja Zelenović - 77 Stefan Čavor |